# Ribeira de Aguiar
A Ribeira de Aguiar, ou Rio Seco, é um afluente da margem esquerda do rio Douro, onde desagua próximo da Estação Ferroviária de Castelo Melhor, no concelho de Vila Nova de Foz Côa.
Nasce  no concelho de Almeida, a sul de São Pedro de Rio Seco e a aproximadamente 4,00 Km a nordeste de Castelo Bom-Tem uma extensão aproximada de 61,00 km e drena uma bacia hidrográfica de 275,00 km2.
O seu troço inicial a montante, também é designado de Rio Seco. 
O seu percurso é predominante de sul para norte, com variação para noroeste.
As suas águas estão represadas na Barragem de Santa Maria de Aguiar, no concelho de Figueira de Castelo Rodrigo.
Passa por localidades como  São Pedro de Rio Seco, Vale da Mula, Malpartida e Vermiosa, até á barragem. A ribeira das Alvercas é um afluente da margem esquerda.

## Principais afluentes
Na margem esquerda
- Ribeira da Bajoca
- Ribeira das Quadrelas
- Ribeira de Lombrales
- Ribeira do Vale dos Ataúdes
- Ribeira das Forcadas
- Ribeira do Rio Chico
- Ribeira das Alvercas
- Ribeira das Junqueiras

Na margem direita
- Ribeira do Castelo
- Ribeiro do Baraçal
- Ribeira da Quinta dos Boais
- Ribeira de Vale Raimundo
- Ribeira Ribeira do Vale Macano ou da Deveza de Baixo
- Ribeiro dos Rodelos